# Маша Дакић
Марија Маша Дакић (Панчево, 8. новембар 1982) српска je глумица.

## Биографија
Марија „Маша“ Дакић је рођена 8. новембра 1982. године у Панчеву.
Завршила је глуму на Факултету драмских уметности у класи Гордане Марић.
У позоришту је наступала у Југословенском драмском позоришту, Позоришту „Бошко Буха”, Атељеу 212, Малом позоришту „Душко Радовић”,  Битеф театру, Култ театру, Театру Вук.
Филмску каријеру је започела прошавши на аудицији за филм Прва љубав Ане Мораве, у ком су такође играли познати глумци Бата Живојиновић, Милена Дравић и Драган Николић, међутим филм никада није завршен из финансијских разлога. У Сједињене Америчке Државе селила се више пута. Прво током 1999, за време бомбардовања, а потом и 2007. године када је две године похађала Институт Ли Стразберг. Од 2014. године за стално живи у Њујорку, САД, са супругом Владимиром Оцокољићем. Радила је синхронизације цртаних филмова на српски језик за студије Лаудворкс, Моби, Призор, Мириус и Ливада Београд, као и за Хепи ТВ и ТВ Б92.

## Филмографија
| Год.  | Назив                        | Улога              |
| ----- | ---------------------------- | ------------------ |
| 2002. | Добро позната ствар          | Ивана              |
| 2002. | Кордон                       | Зорица             |
| 2003. | Скоро сасвим обична прича    | Милица             |
| 2006. | Ракете                       | Маша               |
| 2008. | Чарлстон за Огњенку          | Сеоска удовица     |
| 2011. | Како су ме украли Немци      | Злата              |
| 2012. | Залет                        |                    |
| 2013. |                              | Софија             |
| 2013. | СамоКажем                    | Продавачица кофера |
| 2013. | Отворена врата               | Сузана             |
| 2014. | Једнаки                      |                    |
| 2014. | Новембарски човек            | Конобарица Мишел   |
| 2014. | Најкраћи дан                 | Жена               |
| 2014. |                              | глас               |
| 2015. |                              | Каћа               |
| 2016. | Слепи путник на броду лудака | Елена              |
| 2016. | Процеп                       | Репортерка         |
| 2017. |                              |                    |
| 2019. | Делиријум тременс            | Сестра Оливера     |
| 2019. |                              |                    |
| 2023. | Лако је Ралету               | Ивана Тодоровић    |

## Улоге у синхронизацијама
| \| Година \| Назив \| Улога \| Студио \| \| ---------- \| --------------------------------------- \| -------------------------------------------------------------------------------------------------------------------------------- \| -------------- \| \| 2001−2003. \| Телетабиси \| Лала \| Лаудворкс \| \| 2004−2010. \| Покемон (С1-5, 7) \| Мисти, Сестра Џој, Меј (С7) \| Лаудворкс \| \| 2005−2006. \| Покемон хронике \| Мисти, Кесиди, Марина \| Хепи ТВ \| \| 2005. \| Божићна прича \| \| Хепи ТВ \| \| 2006−2010. \| Дружина мјау-мјау \| Зои Хансон, Мини-Мјау \| Хепи ТВ \| \| 2006. \| Медведићи доброг срца \| Маза, Пишталица, Бебица \| Хепи ТВ \| \| 2006. \| Барби и магични пегаз \| Аника \| Хепи ТВ \| \| 2006. \| Б-Даман \| Б-ДаМаге итд. \| Хепи ТВ \| \| 2006. \| Медведићи у земљи чуда \| Алиса \| Хепи ТВ \| \| 2006. \| Артур и минимоји \| Бетамеш \| Лаудворкс \| \| 2006. \| Јагодица Бобица \| Јагодица Бобица, Јабучица, Лана Банана (С1-2), Буга Дуга (Рејнбоу Шерберт) (С4) \| Хепи ТВ \| \| 2006−2008. \| Фифи и цветно друштво (С1-2) \| Фифи \| Лаудворкс \| \| 2006. \| Пачије приче \| Магија Гатара (Мага Врачевић) \| Лаудворкс \| \| 2006. \| Херкул (ТВ серија) \| Хера (Е1), Бура, Јелена Тројанска, Немеза, Хеката, Андромеда, Клеонова жена, Еуфросина, Пандора, Медуза, принцеза Лавинија, музе \| Лаудворкс \| \| 2006. \| Лило и Стич (цртана серија) \| Марта Едмондс (сем у С1Е5), Пиксли Пликли, Шиго, Велика Мама, госпођа Финстер итд. \| Лаудворкс \| \| 2006. \| Петар Пан 2: Повратак у Недођију \| Џејн, Отмени \| Лаудворкс \| \| 2006. \| Тејл спин \| Моли Канингам \| Лаудворкс \| \| 2006. \| Нове пустоловине Винија Пуа \| додатни гласови \| Лаудворкс \| \| 2006. \| Легенда о Тарзану \| Мали Тантор, Џабари, Гринли, Данија, Ебигејл Маркам \| Лаудворкс \| \| 2006. \| Планета с благом \| Морф \| Лаудворкс \| \| 2007. \| Књига о џунгли 2 \| Шанти, Хати - млађи \| Лаудворкс \| \| 2007. \| Барби дневници \| Тиа \| Хепи ТВ \| \| 2007. \| Барбини дневници \| Тија, Ракел, Дон \| Хепи ТВ \| \| 2007. \| Лос Луниси \| Лубина, Лупита \| \| \| 2009. \| Артур и Малтазарова освета \| Бетамеш \| Призор \| \| 2009. \| Дилајла и Џулијус \| Ајс, итд. \| Лаудворкс \| \| 2009. \| Тим Галакси \| Јоко \| Лаудворкс \| \| 2009. \| Ледено доба 3: Диносауруси долазе \| Бресквица \| Моби \| \| 2009. \| У потрази за Немом (ТВ синх.) \| Немо \| Лаудворкс \| \| 2009. \| Авантуре Паје Патка \| додатни гласови \| Лаудворкс \| \| 2009. \| Звончица \| Звончица \| Лаудворкс \| \| 2010. \| Фића и Феђа \| Слађана „Слађа“ Флин \| Лаудворкс \| \| 2010. \| Прича о играчкама (званична синх.) \| Ванземаљци \| Лаудворкс \| \| 2010. \| Прича о играчкама 3 \| Луткица \| Лаудворкс \| \| 2010. \| Механичка дружина \| Једнорога \| Лаудворкс \| \| 2010. \| Покемон хероји: Латиос и Латиас \| Мисти \| Лаудворкс \| \| 2011. \| Звончица и изгубљено благо \| Звончица \| Лаудворкс \| \| 2011. \| Јагодица Бобица: Бобичанствене авантуре \| Јагодица Бобица \| Лаудворкс \| \| 2011. \| Лило и Стич \| Марта Едмондс, госпођа у азилу, госпођа Хасагава \| Лаудворкс \| \| 2011. \| Породица Кременко \| Каменко, Бети \| Б92 \| \| 2011. \| Том и Џери шоу \| сви женски ликови \| Б92 \| \| 2011. \| Штрумпфови \| Штрумфета, Дрндара, Дан и Ноћ, Елеана, итд. \| Б92 \| \| 2012. \| Аутомобили \| Хејзи \| Лаудворкс \| \| 2012. \| Замбезија \| Зои \| Призор \| \| 2012. \| Ледено доба 4: Померање континената \| Бресквица \| Лаудворкс \| \| 2012. \| Разбијач Ралф \| Венелопа вон Гриц \| Моби \| \| 2012. \| Роби робот \| Ема \| Лаудворкс \| \| 2013. \| Звончица и велико вилинско спасавање \| Звончица \| Лаудворкс \| \| 2013. \| Кућа великог мађионичара \| Муња \| Призор \| \| 2014. \| Животињска фарма \| Попи \| Лаудворкс \| \| 2014. \| Сендокаи шампиони \| Клои \| Лаудворкс \| \| 2014. \| Сендокаи (С1) \| Клара \| Лаудворкс \| \| 2014. \| Смешарики \| Њуша (већина епизода) \| Лаудворкс \| \| 2014. \| Смешарики: Пин-код \| Њуша (С1Е1-23) \| Лаудворкс \| \| 2016. \| Ледено доба 5: Велики удар \| Бресквица \| Моби \| \| 2018. \| Ралф растура интернет \| Венелопа фон Гриц (говор) \| Ливада Београд \| |                                         | |                |
| Година | Назив                                   | Улога | Студио         |
| 2001−2003. | Телетабиси                              | Лала | Лаудворкс      |
| 2004−2010. | Покемон (С1-5, 7)                       | Мисти, Сестра Џој, Меј (С7) | Лаудворкс      |
| 2005−2006. | Покемон хронике                         | Мисти, Кесиди, Марина | Хепи ТВ        |
| 2005. | Божићна прича                           | | Хепи ТВ        |
| 2006−2010. | Дружина мјау-мјау                       | Зои Хансон, Мини-Мјау | Хепи ТВ        |
| 2006. | Медведићи доброг срца                   | Маза, Пишталица, Бебица | Хепи ТВ        |
| 2006. | Барби и магични пегаз                   | Аника | Хепи ТВ        |
| 2006. | Б-Даман                                 | Б-ДаМаге итд. | Хепи ТВ        |
| 2006. | Медведићи у земљи чуда                  | Алиса | Хепи ТВ        |
| 2006. | Артур и минимоји                        | Бетамеш | Лаудворкс      |
| 2006. | Јагодица Бобица                         | Јагодица Бобица, Јабучица, Лана Банана (С1-2), Буга Дуга (Рејнбоу Шерберт) (С4)                                                  | Хепи ТВ        |
| 2006−2008. | Фифи и цветно друштво (С1-2)            | Фифи | Лаудворкс      |
| 2006. | Пачије приче                            | Магија Гатара (Мага Врачевић) | Лаудворкс      |
| 2006. | Херкул (ТВ серија)                      | Хера (Е1), Бура, Јелена Тројанска, Немеза, Хеката, Андромеда, Клеонова жена, Еуфросина, Пандора, Медуза, принцеза Лавинија, музе | Лаудворкс      |
| 2006. | Лило и Стич (цртана серија)             | Марта Едмондс (сем у С1Е5), Пиксли Пликли, Шиго, Велика Мама, госпођа Финстер итд.                                               | Лаудворкс      |
| 2006. | Петар Пан 2: Повратак у Недођију        | Џејн, Отмени | Лаудворкс      |
| 2006. | Тејл спин                               | Моли Канингам | Лаудворкс      |
| 2006. | Нове пустоловине Винија Пуа             | додатни гласови | Лаудворкс      |
| 2006. | Легенда о Тарзану                       | Мали Тантор, Џабари, Гринли, Данија, Ебигејл Маркам                                                                              | Лаудворкс      |
| 2006. | Планета с благом                        | Морф | Лаудворкс      |
| 2007. | Књига о џунгли 2                        | Шанти, Хати - млађи | Лаудворкс      |
| 2007. | Барби дневници                          | Тиа | Хепи ТВ        |
| 2007. | Барбини дневници                        | Тија, Ракел, Дон | Хепи ТВ        |
| 2007. | Лос Луниси                              | Лубина, Лупита |                |
| 2009. | Артур и Малтазарова освета              | Бетамеш | Призор         |
| 2009. | Дилајла и Џулијус                       | Ајс, итд. | Лаудворкс      |
| 2009. | Тим Галакси                             | Јоко | Лаудворкс      |
| 2009. | Ледено доба 3: Диносауруси долазе       | Бресквица | Моби           |
| 2009. | У потрази за Немом (ТВ синх.)           | Немо | Лаудворкс      |
| 2009. | Авантуре Паје Патка                     | додатни гласови | Лаудворкс      |
| 2009. | Звончица                                | Звончица | Лаудворкс      |
| 2010. | Фића и Феђа                             | Слађана „Слађа“ Флин | Лаудворкс      |
| 2010. | Прича о играчкама (званична синх.)      | Ванземаљци | Лаудворкс      |
| 2010. | Прича о играчкама 3                     | Луткица | Лаудворкс      |
| 2010. | Механичка дружина                       | Једнорога | Лаудворкс      |
| 2010. | Покемон хероји: Латиос и Латиас         | Мисти | Лаудворкс      |
| 2011. | Звончица и изгубљено благо              | Звончица | Лаудворкс      |
| 2011. | Јагодица Бобица: Бобичанствене авантуре | Јагодица Бобица | Лаудворкс      |
| 2011. | Лило и Стич                             | Марта Едмондс, госпођа у азилу, госпођа Хасагава                                                                                 | Лаудворкс      |
| 2011. | Породица Кременко                       | Каменко, Бети | Б92            |
| 2011. | Том и Џери шоу                          | сви женски ликови | Б92            |
| 2011. | Штрумпфови                              | Штрумфета, Дрндара, Дан и Ноћ, Елеана, итд.                                                                                      | Б92            |
| 2012. | Аутомобили                              | Хејзи | Лаудворкс      |
| 2012. | Замбезија                               | Зои | Призор         |
| 2012. | Ледено доба 4: Померање континената     | Бресквица | Лаудворкс      |
| 2012. | Разбијач Ралф                           | Венелопа вон Гриц | Моби           |
| 2012. | Роби робот                              | Ема | Лаудворкс      |
| 2013. | Звончица и велико вилинско спасавање    | Звончица | Лаудворкс      |
| 2013. | Кућа великог мађионичара                | Муња | Призор         |
| 2014. | Животињска фарма                        | Попи | Лаудворкс      |
| 2014. | Сендокаи шампиони                       | Клои | Лаудворкс      |
| 2014. | Сендокаи (С1)                           | Клара | Лаудворкс      |
| 2014. | Смешарики                               | Њуша (већина епизода) | Лаудворкс      |
| 2014. | Смешарики: Пин-код                      | Њуша (С1Е1-23) | Лаудворкс      |
| 2016. | Ледено доба 5: Велики удар              | Бресквица | Моби           |
| 2018. | Ралф растура интернет                   | Венелопа фон Гриц (говор) | Ливада Београд |